# فارزيا غراندي، ماتو غروسو
فارزيا غراندي، ماتو غروسو هي بلدية في البرازيل، تتبع ماتو غروسو، بلغ عدد سكانها 271٬339  نسمة، في 2016، تبلغ مساحتها 938٫057 كيلومتر مربع.

## الموقع
تشترك في الحدود مع:
- Acorizal [الإنجليزية]‏.

## توأمة
لفارزيا غراندي، ماتو غروسو اتفاقيات توأمة مع:
- سانتا ماريا، ريو غراندي دو سول

## أعلام
- باولو أسونساو
- جايل فيريرا